# Грин, Дэвид Гордон
Дэ́вид Го́рдон Грин (англ. David Gordon Green; род. 9 апреля 1975, Литл-Рок, Арканзас, США) — американский кинорежиссёр, сценарист и продюсер.

## Биография

### Молодые годы и образование
Дэвид Гордон Грин родился 9 апреля 1975 года в городе Литл-Рок — столице штата Арканзас, но вырос в городе Ричардсон в Техасе. Он был одним из четырёх детей в семье. Его мать, Жан Энн (урождённая Хантер), была инструктором по методу Ламаза, а его отец, Хьюберт Гордон Грин-младший, был деканом медицинской школы.
В детстве родители ограждали Дэвида от чрезмерных развлечений, и он тайком бегал к друзьям для просмотра кабельного телевидения, и в 8 лет посмотрел сексплуатационный фильм «Ангел», который произвёл на Грина большое впечатление. В то же время Грин играл в бейсбол и в футбол, но не был особенно в них силён, но у дома протекал небольшой «спортивный» ручей, и Грин лазил по окружающим его деревьям. Он часами просиживал перед телевизором, смотря разные фильмы, в частности «Обход» Николаса Роуга, «Убийца овец» Чарльза Барнетта, и в особенности выделяя режиссёрские работы Терренса Малика, в частности фильм «Дни жатвы», который, как позже признавался Грин, «полностью изменил мою жизнь», а также «Не зови волков» Кэррола Балларда, «Человек-слон» Дэвида Линча, «Повар, вор, его жена и её любовник» Питера Гринуэя. Наравне с этим, Грин в местных кинотеатрах смотрел и боевики со Стивеном Сигалом, в частности «Над законом» и «Помеченный смертью». В 2008 году, в предисловии к книге «Seagalogy: A Study of the Ass-Kicking Films of Steven Seagal», Грин сказал, что тогда был убеждён, что со временем эти фильмы будут дозревать как хорошее вино, констатировав, что с возрастом Сигал стал ещё более интересным и противоречивым: от дружбы с Далай-ламой и благотворительности, до возможных связей с мафией.
Грин учился в средней школе Ричардсона, после окончания которой год проучился в университете Техаса и перевёлся на факультет кинорежиссуры в школы искусств Университет Северной Каролины, окончив её в 1998 году. Во время учёбы он выпустил три своих студенческих первых фильма — «Will You Lather Up My Roughhouse?» (1995), «Приятная роща» (1997) и «Физический пинбол» (1998). Последний фильм в 1999 году получил премию «CINE Eagle Award». А первый фильм, после получения Грином известности, критик Тодд Рохал охарактеризовал так:

Мне сказали, что этот короткометражный фильм Дэвида Гордона Грина был закончен перед «Джорджем Вашингтоном». Если кто-то когда-либо напишет книгу о Дэвиде и его фильмах, то это Розеттский камень, который должен помочь декодировать и подключить все части.
Оригинальный текст (англ.)I had been told about this short film before David Gordon Green had finished making George Washington. If anyone is to ever write a book about David and his films, this is the Rosetta Stone that should help decode and connect all of the pieces.

Позже Грином и его однокурсниками Джоди Хиллом, Мэттом Рейли и Дэнни Макбрайдом была основана компания «Rough House Pictures».

### Первый полнометражный фильм — «Джордж Вашингтон»
После окончания образования Грин отправился в Лос-Анджелес, где жил в течение года и брался за любую работу на кинопроизводстве, которую мог получить. Но вскоре Грин понял, что унылый и искусственный Голливуд не для него, и вернулся в Северную Каролину, где начал работать на заводе по производству дверных ручек. В это же время он с друзьями собрал 40 тысяч долларов и бросил свою повседневную работу для съёмок своего первого игрового фильма «Джордж Вашингтон» (2000), в сюжет которого Грин вплёл события из жизни нескольких афро-американских детей, живущих в сельской местности Северной Каролины в течение одного длинного, выдуманного лета. Главный герой, открыто мечтающий стать президентом США и страдающий от необычно тонких костей черепа, случайно убивает другого мальчика, а окружающее их общество решает скрыть этот факт. Этот фильм выиграл несколько наград, в том числе «Southeastern Media Award» на кинофестивале в Атланте, «New York Film Critics Circle Award» за «лучший первый фильм», «лучший режиссёр» и «лучший драматический фильм» на международном кинофестивале в Ньюпорте, премия «Открытие» на кинофестивале в Торонто и «лучший художественный фильм» на Туринском кинофестивале. Первый фильм был достойно оценён критиками. Так, Элвис Митчелл из «The New York Times» сказав, что Грин «обладает чувством меры и вкуса», сравнил его полотно со сказкой Уильяма Фолкнера. Дэнни Ли из «The Guardian» расценил этот фильм о атмосфере разбитого, постиндустриального пейзажа с остатками расовой дскриминации как самый впечатляющий и важный дебют за последние годы, сравнив его с инди-фильмами. Армонд Уайт из «The Criterion Collection» сказал, что «необычный для намеренно аллюзивного, символического фильма, „Джордж Вашингтон“ сочетает эмоциональную амплитуду с документальной достоверностью. В то время как он захватывает реальные современные проблемы бедности, молодежи, отчуждения и расового взаимодействия, он затрагивает самые благородные, самые любящие приключения его характеров и подстрекает к личному ответу тех, кто смотрит его». Сам Грин признался, что:

Я не понимаю, почему водителям грузовиков на съемках платят кучу денег, когда зарплата моих друзей на текстильных фабрик составляет 6$ в час. Идея с попыткой сделать вечный фильм имела целью проиллюстрировать банальность торговых центров и поп-культуры, которые обнажили душу маленького городка в Америке. Потому что то, что происходит там, что давало свою идентичность, эти корпорации пришли и взяли всё себе. Это является точно таким же, как то, что случилось с инди-фильмами.
Оригинальный текст (англ.)I don't see why truck drivers on film sets get paid tons of money when my friends in textile mills make $6 an hour. The idea with trying to make the film timeless was to illustrate the banality of the strip malls and pop culture that have stripped the soul out of small-town America. Because what happens is that the corporations come in and take over everything that gave these places their identity. Which is exactly the same as what's happened to indie movies.

Известный кинокритик Роджер Эберт сказал, что Джордж Вашингтон «является лучшим фильмом года»:

Настроение и ощущение полотна сравнимы с работой Терренса Малика, и Грин, как говорят, во время подготовки к съемке снова и снова смотрел «Тонкую красную линию». Но это не копия Малика; просто в том же ключе. Как в «Днях жатвы» Малика речь идет не о заговоре, а о памяти и сожалении. Он помнит лето, которое не было счастливым лето, но никогда не будет снова так сильно чувствовать другое лето, настолько живо, настолько ценно.
Оригинальный текст (англ.)The mood and feel of the film have been compared to the work of Terrence Malick, and Greene is said to have watched "The Thin Red Line" over and over while preparing to shoot. But this is not a copy of Malick; it is simply in the same key. Like Malick's "Days of Heaven," it is not about plot, but about memory and regret. It remembers a summer that was not a happy summer, but there will never again be a summer so intensely felt, so alive, so valuable.

Одновременно, Грин хотел экранизировать роман Джона Кеннеди Тула «Сговор остолопов» — историю Игнатия Дж. Рейли, вспыльчивого гения, живущего со своей матерью. Грин сказал, что «был одержим этой книгой с того момента, как учитель английского языка дал её мне, когда я был ребёнком». Съёмки должны были начаться весной 2003 года в Новом Орлеане, но из-за трудностей, связанных с правами на публикацию, производство вовсе прекратилось.

### «Все настоящие девушки»
Следующий фильм Грина, «Все настоящие девушки» (2003), также был снят с небольшим бюджетом и выиграл специальный приз жюри на кинофестивале «Сандэнс». На основе предыдущего успеха Грину удалось привлечь к съёмкам знаменитостей, а именно Зоуи Дешанель и Патришу Кларксон. Фильм рассказывает о парне Поле (Пол Шнайдер) из небольшого южного города, живущим с матерью и зарабатывающим себе на жизнь ремонтом автомобилей. Переспав почти со всеми девушками в городе, он не может выдержать долгие, постоянные и значимые отношения, что становится вдвойне сложнее, когда Пол глубоко влюбляется в новичка, студентку школы-интерната Ноэль (Зоуи Дешанель), однако это чувство обращается гневом многих людей из их кругов общения. Критик А. О. Скотт из «The New York Times» отметил, что этот фильм «по своей сути, история любви, о безграничной любви молодого режиссёра к окружающему его миру, и к людей, которых он там находит». Роджер Эберт говорил, что:

«Все настоящие девушки», второй фильм Дэвида Гордона Грина, слишком тонкого и проницательного, и слишком много знающего о человеческой природе, чтобы показать здесь отсутствие сексуальной синхронности, как будто бы она является основой сюжета. Другой такой фильм будет полностью о том, есть ли у них секс. Но Грин, показывающий нежность уязвимыми характерами, меньше заботится о сексе, чем о чувствах и диком юношеском идеализме… Здесь дело о реальной любви, и если вы его пропустите, вы также можете потерять способность верить в неё, что является ещё большей болью. Особенно в городе, где настоящая любовь может быть единственной вещью мирового класса, которая когда-либо произойдёт.
Оригинальный текст (англ.)"All the Real Girls," David Gordon Green's second film, is too subtle and perceptive, and knows too much about human nature, to treat their lack of sexual synchronicity as if it supplies a plot. Another kind of movie would be entirely about whether they have sex. But Green, who feels tenderly for his vulnerable characters, cares less about sex than about feelings and wild youthful idealism... The thing about real love is, if you lose it, you can also lose your ability to believe in it, and that hurts even more. Especially in a town where real love may be the only world-class thing that ever happens.

### «Подводное течение»
В своём третьем фильме «Подводное течение» (2004) — фактически истории о Каине и Авеле, рассказывающей о крайне неблагополучной семье, состоящей исключительно из мужчин, в которой два мальчика убегают от своего дяди, убившего их отца за мешок золотых монет, Грин задействовал Джоша Лукаса, Дермота Малруни, Джейми Белла, Кристен Стюарт и Шири Эпплби. Снятый в городе Саванна в штате Джорджия, он получил номинацию на специальный приз фестиваля американского кино в Довиле. Питр Брэдшоу из «The Guardian» сказал, что Грин описывает жизнь бедных белых и черных на юге Америки в неторопливом естественном темпе, в стиле Терренса Малика.
Эберт в своей рецензии заявил, что:

«Подводное течение» является близким переходом Грина к обычному повествованию, хотя время от времени вы можете ощущать его отстранение от повествовательных требований, немного дольше останавливая мгновение, что очаровывает его. Он не является режиссёром участков, как и режиссёром тонов, эмоций и моментов истины, и есть ли смысл показывать судьбу даже в более легких сценах. Его фильмы напоминают мне о «Днях жатвы» Терренса Малика (один из продюсеров этого фильма), в том, как они сказали, как воспоминания, будто все это произошло, и закончилось и не может быть изменено; вы смотрите фильмы Грина не для того чтобы увидеть, что произойдет, но чтобы увидеть то, что случилось. Такие фильмы, как «Подводное течение» оставляют некоторую публику неудовлетворённой, потому что они не могут быть предсказуемыми в соответствии с правилами. Но они сразу становятся доступными для наших эмоций, и мы попадаем в своего рода бодрствование в трансе, как будто рассказывая историю в том возрасте, когда мы наполовину верили всему, что слышали. Он задерживает нас некоторое время, чтобы вернуться к нашей основе; Грин ведёт нас к тому месту, где мы держим чувства, чем мы дорожим, но немного боимся.
Оригинальный текст (англ.)"Undertow" is the closest Green has come to a conventional narrative, although at times you can sense him pulling away from narrative requirements to stay a little longer in a moment that fascinates him. He is not a director of plots so much as a director of tones, emotions and moments of truth, and there's a sense of gathering fate even in the lighter scenes. His films remind me of "Days of Heaven," by Terrence Malick (one of this film's producers), in the way they are told as memories, as if all of this happened and is over with and cannot be changed; you watch a Green film not to see what will happen, but to see what did happen. Films like "Undertow" leave some audiences unsettled, because they do not proceed predictably according to the rules. But they are immediately available to our emotions, and we fall into a kind of waking trance, as if being told a story at an age when we half-believed everything we heard. It takes us a while to get back to our baseline; Green takes us to that place where we keep feelings that we treasure, but are a little afraid of.

### «Снежные ангелы»
В 2007 году фильм «Снежные ангелы» с Кейт Бекинсейл (об участии которой стало известно в 2005 году), продемонстрировавший «отъезд» Грина от тем трёх первых фильмов, в январе был номинирован на приз Большого жюри Сандэнса. Сюжет, основанный на новелле Стюарта О'Нана, разворачивается в надвигающейся тени ужасной трагедии в конце 1970-х годов: учащийся средней школы Артур (Майкл Ангарано) узнаёт об убийстве учительницы Энни (Кейт Бекинсейл), в которую он был влюблён. Она была в разводе со своим мужем Гленном (Сэм Рокуэлл), чья религиозность больше похожа на симптом, чем на успокоение его измученной душе. В свою очередь, Энни спала с Нэйтом (Никки Кэтт), женатым на своей подруге Барб (Эми Седарис) и воспитывающим их общую дочь Тару (Грейс Хадсон). Ревность и фатализм, мрак и отчаяние затягивают всех в круговорот всё новых событий, итогом которых стал окончательный крах.
В марте 2007 года стало известно, что «Warner Independent Pictures» подписала контракт с Грином на экранизацию романа Джона Гришэма «Невиновный». А, позже, «Overture Films» приобрела права на роман «Freaks of the Heartland» Стива Найлса — о попытках Тревора Оуэна защитить от «монстров» своего 6-летнего младшего брата.

### Комедийный опыт
Любимые фильмы:
- «Громобой и Быстроножка»
- «Космическая одиссея 2001 года»
- «Кормушки[англ.]»
- «Несносные медведи»
- «Избавление»
- «Нэшвилл»
- «Пролетая над гнездом кукушки»

Любимые режиссёры:
- Дэнни Бойл
- Майкл Уинтерботтом
- Вернер Херцог
- Бела Тарр

В 2008 году Грин снял 12 эпизодов сериала «Идущий на восток и вниз» для телеканала «HBO», а позже вышла комедия «Ананасовый экспресс» с Сетом Рогеном и Джеймсом Франко, о увлекающихся наркотиками парнях, вляпавшихся в одну неприятную криминальную историю, а в 2011 году «Ваше Высочество» с Дэнни Макбрайдом, Джеймсом Франко и Натали Портман — рассказ о средневековом путешествии двух принцев за похищенной невестой, а позже в том же году — «Нянь» — беззаботная комедия о парне Ное, согласившимся по настоянию своей матери посидеть с соседскими детьми, что заканчивается целым валом проблем. Многие задавались вопросом, зачем режиссёр фильма «Джордж Вашингтон» вливается в мейнстрим. Питер Брэдшоу из «The Guardian», говоря о фильме «Ананасовый экспресс», отметил, что «хоть здесь и содержится крошечный остаток его старого стиля в виде одной мечтательной последовательности, он, кажется, отбросил его благородную артхаусную идентичность. Это как если бы Терренс Малик решил работать с Биллом Мюрреем над сиквелом „Охотники за привидениями“», выведя итог, что «карьера Дэвида Гордона Грина является одной из самых загадочных в шоу-бизнесе». Тот же Брэдшоу, говоря о «дурацком» фильме «Нянь», сказал, что карьера Грина в жанре комедии выдыхается, но самым печальным является тот факт, что вместе с ним в этом участвует и Джона Хилл.
| «Ананасовый экспресс» «Ананасовый экспресс» имеет все элементы, того чего можно ожидать от жанра: мужская дружба, незрелые сексуальные желания, словесная копрология, грозное злоупотребление наркотиками, боевые сцены, стрельба, взрывы. Зевать? Не в этот раз. Это качественный фильма, даже если материал недостоен лечения. В результате, да, это наркоманская комедия, которая заставила меня смеяться.Оригинальный текст (англ.)"Pineapple Express" has all the elements you'd expect from the genre: male bonding, immature sexual desires, verbal scatology, formidable drug abuse, fight scenes, gunfire, explosions. Yawn? Not this time. It's a quality movie even if the material is unworthy of the treatment. As a result, yes, it's a druggie comedy that made me laugh. | «Ваше Высочество» «Ваше Высочество» является наростом несовершеннолетия, здесь чувствуется работа 11-летних мальчиков о любви, подземельях, драконах, женщин-воинов, горшках, сиськах и словах из четырёх букв. Один из героев даже носит пенис Минотавра на веревочке на шее. Я ненавижу это, и жду когда пройдёт. Эта работа Дэвида Гордона Грина нищает воображением. Это своего рода фарс: Мел Брукс сделал всё намного лучше в «Робин Гуд: Мужчины в трико», и то далёком от звания хорошего фильма... Ох, какая печальный этот фильм. Дэвид Гордон Грин делал большие фильмы. Он должен напоминать себе об этом.Оригинальный текст (англ.)"Your Highness" is a juvenile excrescence that feels like the work of 11-year-old boys in love with dungeons, dragons, warrior women, pot, boobs and four-letter words. One of the heroes even wears the penis of a minotaur on a string around his neck. I hate it when that happens. That this is the work of David Gordon Green beggars the imagination. This is the kind of farce Mel Brooks did ever so much better in "Robin Hood: Men in Tights," and that was far from a good movie... Oh, what a sad movie this is. David Gordon Green has made great films. He should remind himself of that. | «Нянь» Всё вызывает у меня настоящий приступ сообщить, что «Нянь» снят режиссёром Дэвидом Гордоном Грином, которому на основе ранних работ, казалось суждено стать одним из величайших американских режиссёров. Теперь он теряется и блуждает в пятничной ночи в пустыне. Я надеюсь, что это временное отклонение. Я знаю, как трудно получить финансирование для хороших и амбициозных фильмов. Я знаю, насколько привлекательными для производителей являются секс, насилие, автомобили и кокаин. Я не виню Грина в работе в этом жанре. Но я виню его за сделанный плохой несмешной фильм. А что касается Джоны Хилла: он один из более теплых и хороших актёров в кино. Он даже теплый и хороший в «Няне». Очень жаль, что у него не получается в другом месте.Оригинальный текст (англ.)It causes me a real pang to report that "The Sitter" was directed by David Gordon Green, who on the basis of his early work seemed destined to become one of the great American directors. Now he is lost and wandering in the wilderness of Friday night specials. I hope this is a temporary aberration. I know how hard it is to get financing for good and ambitious movies. I know how attractive sex, violence, cars and cocaine are for producers. I don't blame Green for working in the genre. But I blame him for making a bad movie that isn't funny. And as for Jonah Hill: Here is one of the nicer and warmer actors in the movies. He's even warm and nice in "The Sitter." Too bad it doesn't get him much of anywhere. |

В ответ на критику, Грин говорил, что:

Вы должны увидеть мой первый фильм. Это невероятно! Вопросы музыкальных прав, скорее всего, сохранят его от общественного потребления, так что давайте смаковать его нежное название: «Will You Lather Up My Rough House?» Речь идет о парне, который изобрел мыло, но играет это так, как будто он пришёл с ним в наше время, где просит мужчину-соседа по комнате, принять ванну с ним, а затем… Это было осуждено на факультете, но студенты начали снимать пиратские копии и смотреть их в своих комнатах общежития, в то время как они получали высокий. Это было так хорошо. Это своего рода как — моя карьера удалась. Я никогда не знал человека, имевшего фиксированную мнение обо мне, даже среди поклонников, пока все не были удивлены «Ананасовым экспрессом». Я чувствовал, что — «подождите, где были все вы, ребята, когда эти небольшие фильмы вышли?». Но я принял это как высокую оценку. Люди должны просто знать, что я буду исследовать все стороны себя в качестве режиссёра. Будет много различных версий меня прежде, чем я умру.
Оригинальный текст (англ.)You should see my first film. It's incredible! Music rights issues are likely to keep it from public consumption, so let's savour instead its tenderly affecting title: Will You Lather Up My Rough House? It's about the guy who invented soap, but it's played as if he came up with it in modern times, so he's asking his male roommate to take a bath with him and then … It was frowned upon by the faculty, but students started pirating copies and watching them in their dorm rooms while they were getting high. That felt so good. It's sort of how my career's turned out. I never knew people had a fixed idea of who I was, or that I even had a fanbase, until everyone was surprised about Pineapple Express. I felt like, 'Wait a minute, where were all you guys when those smaller movies came out?' But I took it as high praise. People should just be aware that I'll explore all the sides of myself as a director. There are gonna be lots of different versions of me before I die.

В то же время Грин начал переговоры о экранизации книги «Маленький домик в прериях» детской писательницы Лоры Инглз-Уайлдер.

### Возврат к драматическому стилю
Вышедший в 2013 году «Властелин разметки» — ремейк исландского фильма «Так или иначе», как бы подвел черту под комедийным опытом Грина и стал золотой серединой его совершенно разных стилей. Его главные герои, Элвин (Пол Радд) и Лэнс (Эмиль Хирш), занимаются перекраской дорожной разметки на пострадавших от пожара магистралях штата Техас, философствуя о ценностях жизни. Лэнс скучает по девушкам и вечеринкам, а Элвин наоборот всем доволен и в свободное от работы время пишет длинные письма своей девушке — старшей сестре Лэнса. Лес и пепелище населены или призраками, или обычными людьми: то водитель грузовика угостит их пивом, смешанным с водкой и расскажет интересные истории, то немолодая дама расскажет о потерянном семейном уюте и сгоревшем доме.
Фильм был снят за 16 дней, а премьера состоялась 20 января 2013 года на 29-м кинофестивале «Сандэнс», а уже 13 февраля на 63-м Берлинском международном кинофестивале Дэвид Гордон Грин получил премию «Серебряный медведь» за лучшую режиссуру с формулировкой, что ему «удалось создать произведение, которое является от части лаконичной комедией, философским роуд-муви и источает визуальную поэзию своих ранних независимых фильмов».
В связи с этим фильмом, Мэтт Золлер Сейц в рецензии на сайте Роджера Эберта, отметил, что

«Властелин разметки» представляет собой частичное возвращение к корням сценариста и режиссёра. Первые три фильма Грина — «Джордж Вашингтон», «Все настоящие девушки» и «Подводное течение» — были изобретательными модели американского арт-хауса, опираясь в значительной степени на работы Терренса Малика, Вернера Херцога и других режиссёров, хотевших изучить естественную красоту, человеческую психологию, и отношения между ними. Тогда Грин взял, казалось бы, странный поворот к комедиям: «Ананасовый экспресс» и «Ваше высочество». Но, как указывает Кристи Лемир в своем профиле о Грине, это не было случаем отказа от режиссёрства, чтобы сделать что-то коммерческое: они представляют два различных аспекта интересов Грина. Одна из многих увлекательных вещей про «Властелин разметки», как он объединяет эти два вида фильмов с заниженной благодатью.
Оригинальный текст (англ.)"Prince Avalanche" represents a partial return to roots for its writer and director. Green's first three films—"George Washington," "All the Real Girls" and "Undertow"—were models of American art-house ingenuity, drawing heavily the work of Terrence Malick, Werner Herzog and other filmmakers who like to explore natural beauty, human psychology, and the relationship between them. Then Green took a seemingly bizarre turn into goofball stoner-bro comedies: "Pineapple Express" and "Your Highness." But as Christy Lemire points out in her profile of Green, this wasn't a case of a filmmaker abandoning his gifts to make something commercial: the two modes represented different aspects of Green's interest. One of the many fascinating things about "Prince Avalanche" is how it merges those two types of films with understated grace.

Перед прокатом фильма в России, Грин в интервью «Газете. Ru» рассказал, как удаётся снимать разноплановое кино:
Драма или комедия, для меня не так важно, правила одни — работать с актёрами, давать им свободу и никогда не «жениться» на сценарии, а просто находить атмосферу, которая кажется верной. Единственная разница состоит в том, что я бы никогда, хотя «никогда» — это сильное слово, но все же я не включил бы в свой серьезный фильм ничего, что я не считал бы драматургически оправданным, работающим на историю. Комедия — другое дело. Например, когда я снимал сериал «Идущий на восток и вниз», у которого была своя замечательная фанатская база, то вставлял в фильм какие-то штуки, зная, что они позабавят зрителей, даже если мне самому они не всегда были близки. В то же время я вырезал что-то, что мне казалось довольно забавным, потому что понимал, что для других такие шутки окажутся слишком долбанутыми и странными. Так что в комедийных работах я допускаю компромиссы, но в драматических фильмах все должно быть на 100% моим по вкусу и ощущениям.
В то же время, Грин заявил, что:
Малобюджетное кино делать тоже интересно. У меня постоянная команда, и все будет в порядке, пока у нас с ребятами есть возможность после работы выпить пива. Мы отлично проводим время: не важно, какие у нас инструменты, возможности и сколько работа приносит денег. Это как разные типы игр: иногда у тебя много игрушек, а иногда, как во «Властелине разметки», ты просто делаешь фильм с тем, что есть. Я всегда придерживался той философии, что, если у тебя правильная команда, нужно просто использовать, что дано, и хорошо проводить время. Я никогда не смотрю на фильм как на чек, я смотрю на него как на опыт. Я слежу за решениями, которые мне приходится принимать, и стараюсь изучить себя и мир. И я все еще учусь снимать фильмы, мне все еще кажется, что я в киношколе. Когда-нибудь мне бы хотелось начать учить самому; надеюсь, что к этому моменту мне будет что показать и опыта будет достаточно.
Чуть позже вышел фильм «Джо» — снова о жизни невежественных сельских бедняков в примитивном полузабытом мире, но на этот раз с историей сентиментального наставничества бородатого Джо (Николас Кейдж), отсидевшего срок за нападение на офицера полиции, а ныне члена команды лесозаготовщиков-отравителей деревьев, над 15-летним Гэри Джонсом (Тай Шеридан), сыном порочного пьяницы, а также о сложности противостояния насилию, когда весь мир хочет вступить в конфликт. Ксан Брукс в «The Guardian» отметил, что здесь не только деревьям тошно, но и «весь чертовский штат готов рухнуть». Как отмечалось, существовал реальный шанс номинации этого фильма на премию «Оскар» 2014 года, а на 70-м Венецианском кинофестивале роль Тая Шеридана в «Джо» была отмечена премией Марчелло Мастрояни.
Критик Петер Собзински на сайте Эберта заметил, что:

Грин вернулся к своим малобюджетным корням в прошлом году с комедийной драмой «Властелин разметки» и с «Джо», он твердо восстанавливает себя как одного из великих американских режиссёров нашего времени. С его сельской местностью и повествовательной структурой, более заинтересованой в развитии характера и настроении, чем в переходе от точки к точке, материал движется по аллее Грина, вместо того чтобы просто идти по знакомым шагам в надежде восстановить художественный авторитет, он находит новые способы показать себя рассказчиком. Хотя основной сюжет, адаптированный для экрана Гэри Хокинсом, может показаться довольно знакомым, он приближается к ней в манере, являющейся отвратительно интимной в деталях и движущейся на границе с мифом с точки зрения эмоционального потрясения, что проходят персонажи — вам, возможно, придётся вернуться к классической «Ночи охотника» Чарльза Лаунтона, другому шедевру южной готики, для того чтобы увидеть что-то подобное.
Оригинальный текст (англ.)Green returned to his low-budget roots last year with the amiable comedy-drama "Prince Avalanche" and with "Joe," he firmly reestablishes himself as one of the great American filmmakers of our time. With its rural setting and a narrative structure that is more interested in developing character and mood than it is in going from plot point to plot point, this material is right up Green's alley but rather than simply going through the familiar paces in the hopes of reestablishing his artistic credibility, he finds new ways to challenge himself as a storyteller. Although the basic plot, adapted for the screen by Gary Hawkins, may sound fairly familiar, he approaches it in a manner that is both shockingly intimate in its details and borderline mythic in terms of the emotional upheaval that the characters go through—you might have to go back to Charles Laughton's classic "The Night of the Hunter," another Southern Gothic masterpiece of note, to see anything like it.

В ноябре 2013 года Грин начал в Остине съёмки своего нового фильма «Манглхорн» с Аль Пачино в роли Манглхорна — эксцентричного старика из провинциального американского городка, вспоминающего свою прошлую преступную жизнь и приходящего к примирению с прошлым, и закончил их через 25 дней. В августе 2014 года этот фильм должен открыть 71-й Венецианский кинофестиваль.
В настоящее время Дэвид Гордон Грин живёт в Остине на ранчо: ходит в походы и считает, что может выжить в дикой природе.

## Фильмография
| Год  | Фильм                                   | Роль     | Роль      | Роль     |
| Год  | Фильм                                   | Режиссёр | Сценарист | Продюсер |
| ---- | --------------------------------------- | -------- | --------- | -------- |
| 1995 | Will You Lather Up My Roughhouse?       | Да       | Да        |          |
| 1997 | Приятная роща                           | Да       | Да        |          |
| 1998 | Физический пинбол                       | Да       | Да        |          |
| 2000 | Джордж Вашингтон                        | Да       | Да        | Да       |
| 2003 | Все настоящие девушки                   | Да       | Да        |          |
| 2004 | Подводное течение                       | Да       | Да        |          |
| 2007 | Снежные ангелы                          | Да       | Да        |          |
| 2007 | Огнестрельные истории                   |          |           | Да       |
| 2007 | Великий мир звуков                      |          |           | Да       |
| 2008 | Ананасовый экспресс                     | Да       |           |          |
| 2011 | Храбрые перцем                          | Да       |           |          |
| 2011 | Нянь                                    | Да       |           |          |
| 2011 | Катехизис катаклизма                    |          |           | Да       |
| 2012 | Комедия                                 |          |           | Да       |
| 2012 | Найти своё счастье                      |          |           | Да       |
| 2012 | Эксперимент «Повиновение»               |          |           | Да       |
| 2012 | Зов природы                             |          |           | Да       |
| 2013 | Властелин разметки                      | Да       | Да        |          |
| 2013 | Джо                                     | Да       |           |          |
| 2014 | Земля Хо!                               |          |           | Да       |
| 2014 | Манглхорн                               | Да       |           | Да       |
| 2014 | Лагерь X-Ray                            |          |           | Да       |
| 2015 | Бугер Ред                               |          |           | Да       |
| 2015 | Наш бренд — кризис                      | Да       |           | Да       |
| 2015 | Когда дерутся слоны                     |          |           | Да       |
| 2015 | Холодный мир Hot Sugar                  |          |           | Да       |
| 2016 | Дональд плакал                          |          |           | Да       |
| 2016 | Козёл                                   |          | Да        |          |
| 2017 | Взрослые игры                           |          |           | Да       |
| 2017 | Дейвеон                                 |          |           | Да       |
| 2017 | Сильнее                                 | Да       |           |          |
| 2018 | Вечер с Беверли Лафф Линн               |          |           | Да       |
| 2018 | Наследие охотника на белохвостого оленя |          |           | Да       |
| 2018 | Хэллоуин                                | Да       | Да        | Да       |
| 2021 | Хэллоуин убивает                        | Да       | Да        | Да       |
| 2022 | Хэллоуин заканчивается                  | Да       | Да        | Да       |
| 2023 | Изгоняющий дьявола: Верующий            | Да       | Да        |          |

### Сериалы
| Год       | Сериал               | Роль     | Роль      | Роль     |
| Год       | Сериал               | Режиссёр | Сценарист | Продюсер |
| --------- | -------------------- | -------- | --------- | -------- |
| 2009-13   | На дне               | Да       |           | Да       |
| 2011      | На одной волне       |          | Да        | Да       |
| 2014      | Избранный            |          |           | Да       |
| 2014-17   | Красные дубы         | Да       |           | Да       |
| 2016-17   | Завучи               | Да       |           | Да       |
| 2017      | А вот и Джонни!      | Да       |           | Да       |
| 2019-н.в. | Праведные Джемстоуны | Да       |           | Да       |